# Апраксин, Антон Степанович
Граф Анто́н Степа́нович Апра́ксин (1817—1899) — генерал-майор, владелец Апраксина двора, был известен как один из первых в России военных журналистов и практиков воздухоплавания. Также известен жестоким подавлением бездненских волнений в апреле 1861 года. Потомок графа А. М. Апраксина.

## Биография
Младший сын генерала от кавалерии, командира Кавалергардского полка графа Степана Фёдоровича Апраксина (1792—1862) и герцогини Елены Антоновны Серра—Каприоли (ум. 22.11.1820), дочери неаполитанского дипломата герцога Антонио Серра-де-Каприола (1750—1822) и княжны Анны Александровны Вяземской (1770—1840). Редкое для русской аристократии имя получил в честь деда по матери.
Родился 3 (15) октября 1817 года. Получил домашнее воспитание, с 10 декабря 1834 года воспитывался в Школе. 1 января 1837 года произведен в корнеты, в 1840 году в поручики. 14 февраля 1841 года за неисправность при принятии штандарта, переведен тем же чином во Владимирский уланский полк. 16 апреля того же года переведен обратно в Кавалергардский полк. В 1843 году произведен в штабс-ротмистры и назначен командиром 6-го эскадрона, 1 июля 1852 года произведен в полковники.
1 марта 1854 года сдал эскадрон. В 1855 году назначен командиром 1-го дивизиона, 26 августа 1856 года произведен во флигель-адъютанты. 14 марта 1860 года назначен командиром Александрийского гусарского полка. 17 апреля того же года произведен в генерал-майоры, с отчислением от должности командира Александрийского гусарского полка, с назначением в свиту Его Величества. 16 апреля 1867 года переименован в шталмейстеры. В 1861 году руководил подавлением крестьянского восстания в с. Бездна Казанской губернии. «Не могу не одобрить действий гр. Апраксина; как оно ни грустно, но нечего было делать другого», — прокомментировал трагедию Александр II.

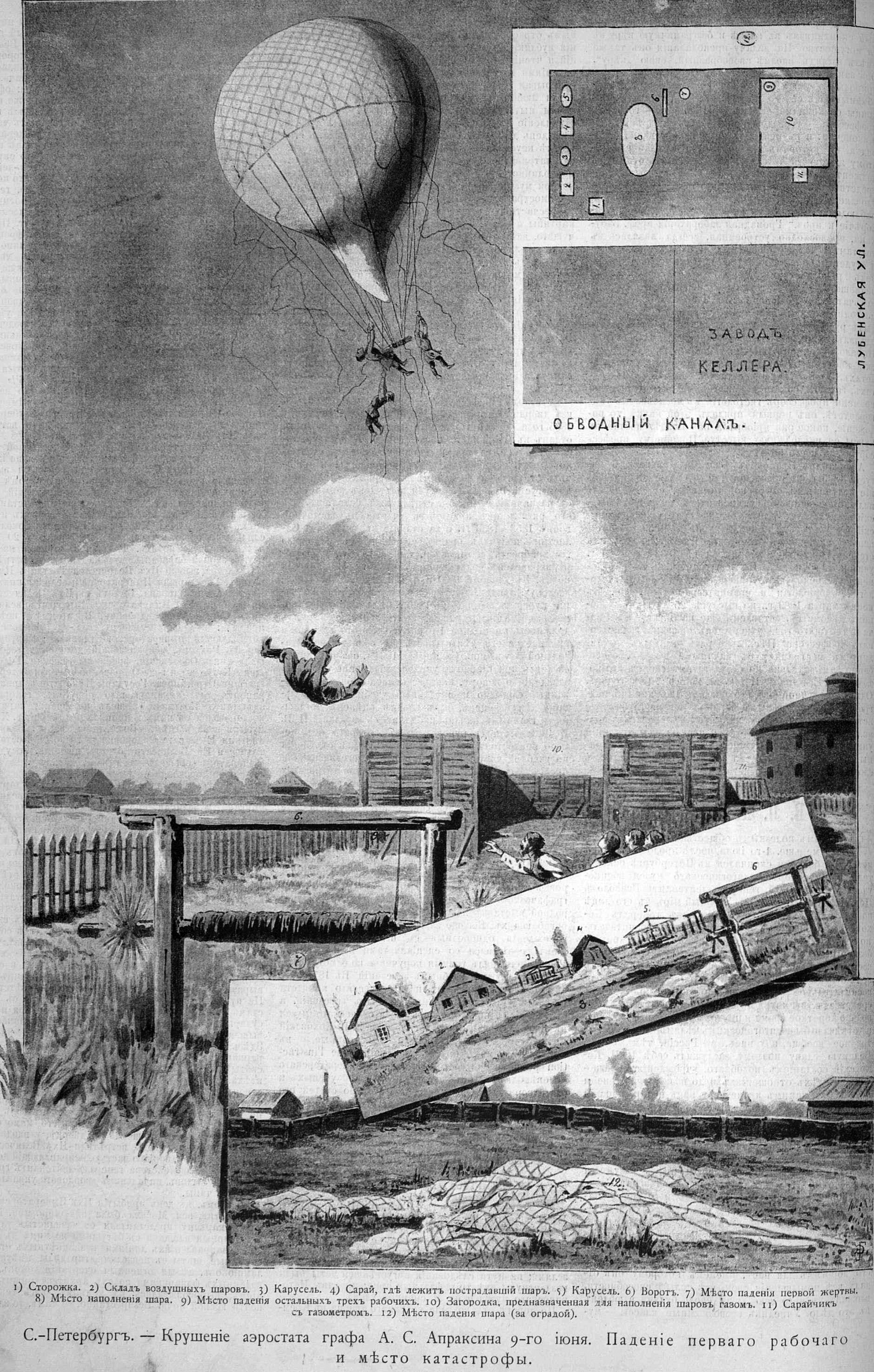
Крушение аэростата
А. С. Апраксина, 1891 год

После смерти отца вместе с малолетней племянницей и сестрами стал наследником большого состояния. После пожара, когда сгорели Апраксин и Щукин дворы, убытки графа насчитывали десятки миллионов рублей. Апраксин дал обет по возобновлении рынка построить церковь. При постройке рынка он применил все технические усовершенствования, который были известны в 1850-х годах. Храм в византийском стиле во имя Воскресения Христова был освящен 24 июня 1894 года. Располагался он на Фонтанке рядом со зданием Министерства внутренних дел.

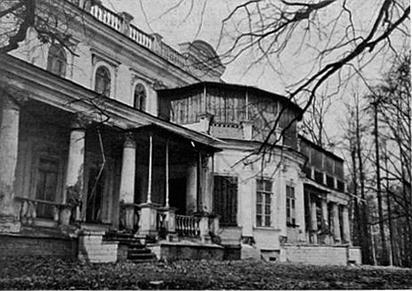
Мурзинка, усадьба А. С. Апраксина под Петербургом, построенная его прадедом А. А. Вяземским

Занимаясь делами благотворительности, рядом с храмом Апраксин построил здание для благотворительных учреждений. Здесь разместились богадельня для вдов и ремесленная школа для сирот нижних чинов. Любя театр и музыку, в конце 1870-х годов на Фонтанке Апраксин выстроил по проекту архитектора Л. Ф. Фонтана один из лучших частных театров в Петербурге. В августе 1901 года театр сгорел, но вдова Апраксина построила новое здание, где в 1902 году был снова открыт театр, ныне театр имени Г. А. Товстоногова.
Был известен как один из первых в России воздухоплавателей. В 1884 году Апраксин написал книгу «Воздухоплавание и применение его к передвижению аэростатов свободных и несвободных по желаемым направлениям». Два аэростата остались из-за его смерти незаконченными: один на Охте, другой на Волковом поле.
С молодости презирая щегольство, Апраксин ничего в своем богатстве привлекательного не находил. В старости одевался очень бедно, всегда и везде ходил пешком и с виду казался скрягою, хотя тайно отдавал деньги всем просящим. Скончался 2 (14) января 1899 года и был похоронен в Сергиевой пустыни под церковью святого Сергия в семейном склепе.

## Награды
- Орден Святой Анны 3 ст. (1850)[3]
- Орден Святого Станислава 2 ст. (1856)
- Орден Святой Анны 2 ст. (1859)
- Орден Святого Владимира 3 ст. (1861)
- Орден Святого Станислава 1 ст. (1864)
- Прусский Орден Красного Орла 2 ст. (1860)

## Семья

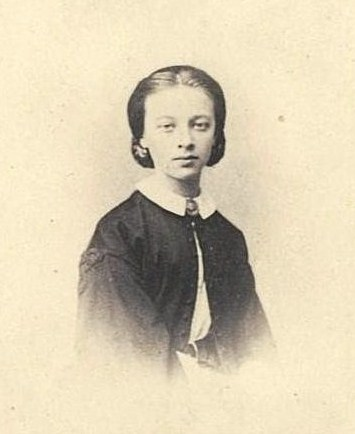
Графиня Мария Дмитриевна

Жена — Мария Дмитриевна Рахманова (23.12.1845—16.11.1932), внучка Г. Н. Рахманова и И. И. Миллера, тётка по матери князя В. С. Трубецкого. В молодости была красива, её знавал и бывал у неё император Александр II. Говорила почти исключительно по-французски, в старости одевалась по старомодному, всегда была в русом парике с завитушками и лорнетом в руках. Живя в огромном роскошном особняке на Литейном, походившем на королевский дворец, принимала всех гостей в маленькой и скромно обставленной гостиной, где находилась довольно простенькая мебель и даже не было обычных для гостиных ковров. Занималась благотворительностью. Будучи сама очень близорукой и опасаясь когда-нибудь ослепнуть, покровительствовала слепым. В 1909 году пожертвовала попечительству о слепых ведомства императрицы Марии Фёдоровны участок земли в Мурзинке для постройки убежища на 50 слепых женщин, выдав наличными 83 тысячи рублей. На его содержание ежегодно вносила ещё по 7 тысяч рублей в попечительство. За свою деятельность была пожалована в кавалерственные дамы ордена Святой Екатерины (меньшого креста) (22.07.1913). После революции эмигрировала. В 1920 году, в 75 лет, вышла замуж за Алексея Густавовича Кнорринга (1848—1922). Похоронена на кладбище Сент-Женевьев-де-Буа под Парижем.
- NN Антовновна (1866—186?)
- Степан Антонович (1869—1930), камергер, женат на княжне Анне Николаевне Баратовой, мужского потомства не оставил. Похоронен на кладбище Сент-Женевьев-де-Буа[6].